# پایگاه ششم شکاری بوشهر
پایگاه ششم شکاری بوشهر که با نام پایگاه هوایی شهید یاسینی نیز شناخته می‌شود، یکی از پایگاه‌های نیروی هوایی ارتش ایران است، که در بوشهر قرار دارد. فرماندهی این پایگاه هم‌اکنون برعهدهٔ سرتیپ دوم خلبان محمد قربانی می‌باشد. این پایگاه در دوران جنگ ایران و عراق به عنوان یکی از نقطه‌های پروازی مؤثر برای هواپیماهای جنگی و به‌ویژه اف ۴ به‌شمار می‌رفت.

## پیشینه

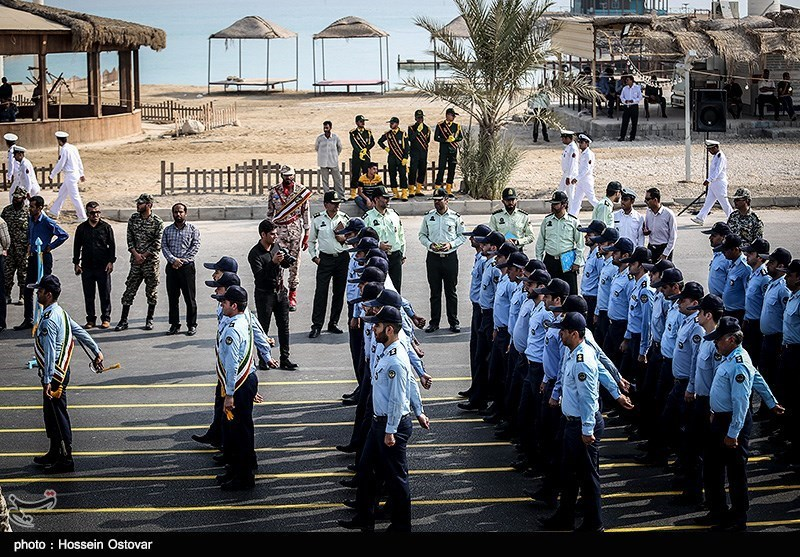
رژه نیروهای پایگاه ششم شکاری به‌مناسبت سالگرد جنگ ایران و عراق در سال ۱۳۹۷، بوشهر

پایگاه بوشهر سال ۱۳۴۴ طراحی و ساخته شد، سال ۱۳۴۹ هواپیمای اف۵ در آن مستقر شد و سال ۱۳۵۵ هواپیمای اف۴ وارد این پایگاه شد. در طول جنگ و تا سال‌ها پس از جنگ نیز پذیرای رهگیر F-14 بود. هدف اصلی از ایجاد این پایگاه به منظور پشتیبانی از نیروی دریایی در کرانه‌های خلیج‌فارس بود که سپس با ایجاد نیروگاه هسته‌ای بوشهر این پایگاه نقش استراتژیک و مهم‌تری پیدا کرد و جز وظیفه پشتیبانی از نیروهای مسلح مستقر در بندر بوشهر نقش حفاظت از این نیروگاه را نیز به عهده گرفت. نام این پایگاه نخست شکارچی ناوها بود که پس از کشته‌شدن سیدعلیرضا یاسینی به نام او تغییر نام پیدا کرد. این پایگاه در دوران جنگ ایران و عراق به عنوان یکی از نقطه‌های پروازی مؤثر برای هواپیماهای جنگی و به‌ویژه اف-۴ فانتوم ۲ به‌شمار می‌رفت.
فرودگاه بوشهر دو باند موازی چپ و راست دارد و با چهار هزار و ۷۰۰ متر طول و ۳۲۰ هکتار وسعت یکی از بلندترین باند فرودگاهی در خاورمیانه محسوب می‌شود.
گردان ۶۱ پروازی این پایگاه به نام گردان کوسه‌های خشمگین شناخته می‌شود. به‌دلیل طرح کوسه‌های خشمگین کشیده شده بر روی دماغه هواپیماها که توسط سرگرد وقت علی‌اکبر طالب‌زاده فرمانده گردان ۶۱ طراحی شد. هم‌اکنون این پایگاه یکی از بزرگ‌ترین و مهم‌ترین پایگاه‌های هوایی ایران به‌شمار می‌رود.

## اهمیت استراتژیکی

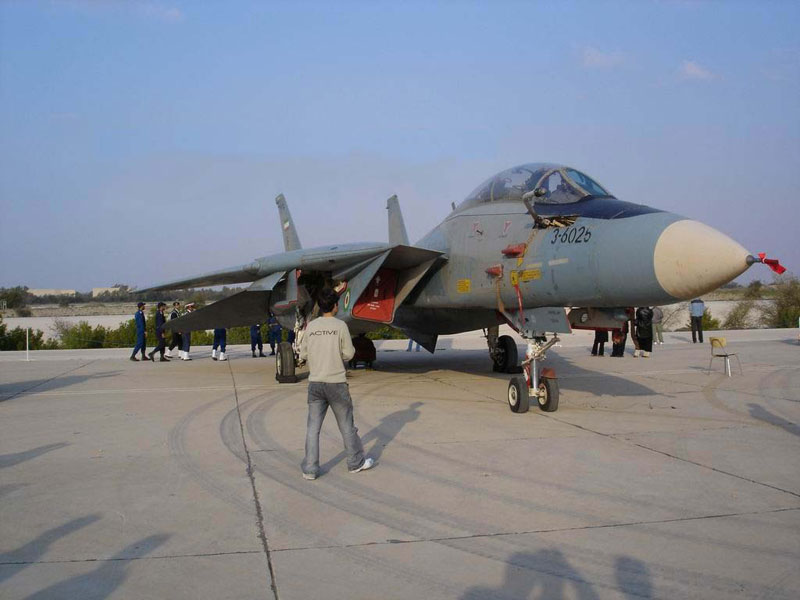
یک فروند هواپیمای F-14 در پایگاه هوایی بوشهر

موقعیت جغرافیایی پایگاه هوایی بوشهر ان را به پایگاهی مهم و شاید که مهم‌ترین پایگاه هوایی ایران بدل کرده است. مکان این پایگاه استراتژیک به گونه ای است که جنگنده بلافاصله بعد از تیکاف بر روی بیکران خلیج فارس قرار می‌گیرد.
قرار گرفتن در شمال خلیج فارس، و نزدیکی بسیار زیاد ان به میدانهای نفتی خارک و نیروگاه اتمی بوشهر و پایگاه‌های آمریکایی مستقر در کشورهای حاشیه خلیج فارس مانند عربستان سعودی، کویت، بحرین، قطر و امارات متحده عربی بر اهمیت آن روز به روز می‌افزاید. علاوه بر این نقش حفاظت از منطقه اقتصادی پارس جنوبی (در کنگان و عسلویه) و حفاظت از کشتی‌های ایرانی در خلیج فارس نیز یکی دیگر از وظایف این پایگاه محسوب می‌شود. علاوه بر این حفاظت از مناطق اقتصادی خوزستان نیر در محدوده عملیاتی و استحفاظی این پایگاه به‌شمار می‌رود.

## جنگ ایران و عراق

گردان ۶۱ پروازی این پایگاه که به نام گردان «کوسه‌های خشمگین» شناخته می‌شود توسط سرگرد وقت علی‌اکبر طالب‌زاده فرمانده گردان ۶۱ طراحی شد و در این پایگاه مستقر هستند

این پایگاه در مهم‌ترین عملیات‌های جنگ ایران و عراق نقش اساسی داشت، چنان‌که صدام حسین در مصاحبه‌ای اعلام کرد ما با دو کشور می‌جنگیم یکی ایران و یکی پایگاه هوایی بوشهر، از مهم‌ترین عملیات‌های این پایگاه می‌شود به این عملیات‌ها اشاره کرد: اولین پاسخ (کمان ۹۹)، نبرد تانک‌ها، عملیات مروارید، نبرد نفتکش‌ها، شکست حصر آبادان ،عملیات کربلای۴،عملیات کربلای۵، ازادسازی خرمشهر و… پایگاه هوایی بوشهر بیشترین مأموریت جنگی را در سال‌های جنگ داشت و بیش از ۱۰ هزار سورتی پرواز را در جنگ ایران و عراق انجام داد. در نبرد تانک‌ها تمام تیپ مکانیزه عراق را که می‌خواست ظرف یک هفته ایران را به تسخیر درآورد نرسیده به اهواز نابود کرد.
این پایگاه بیشترین تعداد خلبان شهید در جنگ را نیز در بین همه پایگاه‌های هوایی ایران دارا می‌باشد.
مناطق جنوب و جنوب غرب عراق هم در محدوده عملیاتی این پایگاه بوده. به همین خاطر در دوران جنگ به خصوص ۶ ماه اول عملیاتهای پوشش هوایی تنگه هرمز و کل استان بوشهر و نیز عملیاتهای عمقی در خاک عراق از این پایگاه انجام می‌شد. 
اولین پایگاهی که در منطقه جنوب در تهاجم هوایی دشمن درگیر می‌شد، پایگاه بوشهر بود. به همین خاطر شرایط ویژه ای داشت. نزدیک به ۱۱ هزار مأموریت جنگی در هشت سال دفاع از این پایگاه انجام شد، که حدود ۳ هزارتا از اینها، بمباران مواضع دشمن و بقیه مربوط به درگیری‌های هوایی با جنگنده‌های دشمن و عملیات‌های شناسایی و غیره بود.

## عملیات مروارید
به‌طور معمول اینکه بتوان در جنگ یک نیروی دشمن را به‌طور صد در صد از بین برد، بی‌سابقه است و شاید در هیچ جنگی در دنیا این اتفاق نیفتاده باشد، اما پایگاه ششم شکاری در عملیات مروارید با هماهنگی که با نیروی دریایی ارتش انجام دادند، در آذر ۱۳۵۹ نیروی دریایی عراق را در چند روز از صحنه جنگ محو کردند.

## فرماندهان پایگاه پس از انقلاب
- سرهنگ مهدی دادپی از ۱۳۵۹ تا۱۳۶۰
- سرهنگ ابراهیم کاکاوند از ۱۳۶۰ تا ۱۳۶۱
- سرهنگ اصغر سپیدموی آذر از ۱۳۶۱ تا ۱۳۶۲
- سرهنگ جلیل پوررضایی ۱۳۶۲ تا ۱۳۶۴
- سرهنگ علیرضا نمکی از  تا  ۱۳۶۴
- سرهنگ رضا سعیدی از  ۱۳۶۴ تا  ۱۳۶۶
- سرهنگ سید علیرضا یاسینی از  ۱۳۶۶ تا  ۱۳۶۷
- سرهنگ روح‌الدین ابوطالبی از  ۱۳۶۹ تا  ۱۳۷۰
- سرتیپ دوم سیاوش مشیری از ۱۳۷۰ تا؟
- سرتیپ دوم والی اویسی؟ تا ۱۳۸۲
- سرتیپ دوم علی‌اکبر زمانی از ۱۳۸۲ تا ۱۳۸۵
- سرتیپ دوم نوید شایانی از ۱۳۸۵ تا ۱۳۸۸
- سرتیپ دوم مهدی هادیان از ۱۳۸۸ تا ۱۳۹۴
- سرتیپ دوم اسماعیل لشکری از ۱۳۹۴ تا ۱۳۹۷
- سرتیپ دوم علی‌اکبر طالب‌زاده از ۱۳۹۷ تا ۱۳۹۹
- سرتیپ‌ دوم نعمت‌الله صدقی از ۱۳۹۹ تا ۱۴۰۳
- سرتیپ دوم محمد قربانی از ۱۴۰۳ تاکنون